# UEFA Euro 2008 (videojuego)
UEFA Euro 2008 es el videojuego oficial del Euro 2008, publicado por EA Sports. Fue desarrollado en colaboración por EA Canada y HB Studios y fue lanzado en Europa y Norteamérica el 18 de abril de 2008 y el 19 de mayo de 2008 respectivamente. El comentario fue proporcionado por Clive Tyldesley y Andy Townsend.

## Error de himno
EA se disculpó después de usar por error el Canción del soldado como Irlanda del Norte como himno dentro del juego, en lugar de God Save the King. El jefe de Relaciones Públicas, Shaun White, dijo:
En EA Sports, nos enorgullecemos de ofrecer experiencias de videojuegos ricas y auténticas. Nos disculpamos sinceramente por este error.
La disculpa fue bien recibida por Ministro de Cultura, Arte y Ocio de Irlanda del Norte Gregory Campbell cine a spus:
Cualquier disculpa sobre este asunto es muy bienvenida. Obviamente ha habido una falta de conocimiento por parte de los creadores y espero que se cambie lo antes posible.

## Recepción
Las versiones de PlayStation 2, PlayStation 3 y Xbox 360 recibieron "críticas generalmente favorables", mientras que las versiones de PSP y PC recibieron críticas "promedio", según el agregador de reseñas Metacritic.